# Resolutie 1176 Veiligheidsraad Verenigde Naties
Resolutie 1176 van de Veiligheidsraad van de Verenigde Naties werd unaniem door de VN-Veiligheidsraad aangenomen op 24 juni 1998. De resolutie stelde het van kracht worden van de middels resolutie 1173 aan de Angolese rebellenbeweging UNITA opgelegde sancties met een week uit.

## Achtergrond
Nadat Angola in 1975 onafhankelijk was geworden van Portugal keerden de verschillende onafhankelijkheidsbewegingen zich tegen elkaar om de macht. Onder meer Zuid-Afrika en Cuba bemoeiden zich in de burgeroorlog, tot ze zich in 1988 terugtrokken. De VN-missie UNAVEM I zag toe op het vertrek van de Cubanen. Een staakt-het-vuren volgde in 1990, en hiervoor werd de UNAVEM II-missie gestuurd. In 1991 werden akkoorden gesloten om democratische verkiezingen te houden die eveneens door UNAVEM II zouden worden waargenomen.

## Inhoud
De Veiligheidsraad:
- Bevestigt resolutie 696 (1991) en volgende, waarvan vooral resolutie 1173.
- Neemt nota van secretaris-generaal Kofi Annans brief.
- Bepaalt dat de situatie in Angola de vrede en veiligheid in de regio bedreigt.
- Handelt onder Hoofdstuk VII van het Handvest van de Verenigde Naties.

1. Eist dat UNITA volledig en onvoorwaardelijk aan haar verplichtingen voldoet.
2. Beslist dat anders de maatregelen in resolutie 1173 op 1 juli van kracht worden.
3. Vraagt het met resolutie 864 (1993) opgerichte comité tegen 7 augustus te rapporteren over de door de landen genomen acties om de maatregelen uit te voeren.
4. Vraagt de lidstaten tegen 22 juli dergelijke informatie aan dat comité te bezorgen.
5. Besluit actief op de hoogte te blijven.

## Verwante resoluties
- Resolutie 1164 Veiligheidsraad Verenigde Naties
- Resolutie 1173 Veiligheidsraad Verenigde Naties
- Resolutie 1180 Veiligheidsraad Verenigde Naties
- Resolutie 1190 Veiligheidsraad Verenigde Naties

Lijst ·  1147 ·  1148 ·  1149 ·  1150 ·  1151 ·  1152 ·  1153 ·  1154 ·  1155 ·  1156 ·  1157 ·  1158 ·  1159 ·  1160 ·  1161 ·  1162 ·  1163 ·  1164 ·  1165 ·  1166 ·  1167 ·  1168 ·  1169 ·  1170 ·  1171 ·  1172 ·  1173 ·  1174 ·  1175 ·  1176 ·  1177 ·  1178 ·  1179 ·  1180 ·  1181 ·  1182 ·  1183 ·  1184 ·  1185 ·  1186 ·  1187 ·  1188 ·  1189 ·  1190 ·  1191 ·  1192 ·  1193 ·  1194 ·  1195 ·  1196 ·  1197 ·  1198 ·  1199 ·  1200 ·  1201 ·  1202 ·  1203 ·  1204 ·  1205 ·  1206 ·  1207 ·  1208 ·  1209 ·  1210 ·  1211 ·  1212 ·  1213 ·  1214 ·  1215 ·  1216 ·  1217 ·  1218 ·  1219